# The Rectory
 (juin 2020).
The Rectory (littéralement, en français, « le presbytère ») est un sommet de grès rouge, culminant à 2 001 mètres d'altitude dans le comté de Grand, dans l'Utah, aux États-Unis. Il fait partie d'un ensemble de structures rocheuses ayant la même origine, dont les noms anglais d'origine religieuse leur ont été donnés par des pionniers Mormons qui s'installèrent dans l'Utah au XIXe siècle sur des terres traditionnelles des Shoshones de l'Est, Hopis, Navajos, Southern Tribus Paiute, Utes et Zuñis.

## Localisation
Il est situé à Castle Valley, près de la ville de Moab. 

## Description
La formation rocheuse, constituée de grès, rappelle le site de Monument Valley, situé lui aussi dans la même région géologique. Le ruissellement des précipitations de The Rectory se déverse dans le fleuve Colorado voisin. 
Deux autres piliers, Priest (« prêtre ») et Nuns (« nonnes ») sont situés immédiatement au nord et font partie de la même formation rocheuse. Plus au nord-ouest, The Rectory est relié par une crête à la formation The Convent (« le couvent »), avec une tour rocheuse appelée Sister Superior (« sœur supérieure ») entre les deux. 
Comme d'autres formations rocheuses en forme de tours, étudiées depuis plusieurs années dans l'Utah et sur le plateau du Colorado par des géologues, The Rectory tremble et se balance, tout comme le font les buildings ou d'autres grandes constructions. C'est un phénomène de résonances naturelles (vibrations) qui est une réponse aux vents violents, aux contraintes thermiques, aux séismes et à d'autres sources de vibrations (hélicoptères, trains, véhicules de passage, explosions). La fréquence naturelle de vibration de ces tours fait l'objet d'enregistrements. La revue Seismological Research Letters a en 2022 publié un article sur la modélisation de ces vibrations, qui doit notamment permettre de prédire comment ces formations rocheuses réagiront face à un tremblement de terre ou une forte perturbation de ce type. Après de premières données sismiques acquises en 2019 sur le Castleton Tower, et après que des drones aient permis de cartographier et modéliser ces roches en trois dimensions, on a montré que les tours rocheuses de l'Utah oscillent (ou pour certaines, caractérisées par des fréquences fondamentales plus élevées, tordent autour de leur axe central) à une fréquence comprise entre 1 et 15 Hz. Les tours les plus hautes ont des fréquences fondamentales plus basses. Une hypothèse était que la fréquence fondamentale de vibration d'un faisceau de roche devait être proportionnelle à sa largeur divisée par sa hauteur au carré. Elle semble être confirmée par les mesures in situ.

## Voies d'escalade
Voies d'escalade classiques sur The Rectory :
- Fine Jade - cotée 5.11a - 5 longueurs ;
- Ministry - cotée 5.11a - 5 longueurs ;
- Coyote Calling - cotée 5.11+ - 4 longueurs ;
- Crack Wars - cotée 5.11a / b - 4 longueurs ;
- Find Shade - cotée 5.11 - 4 longueurs ;
- Empirical Route - cotée 5.9R - 3 longueurs.

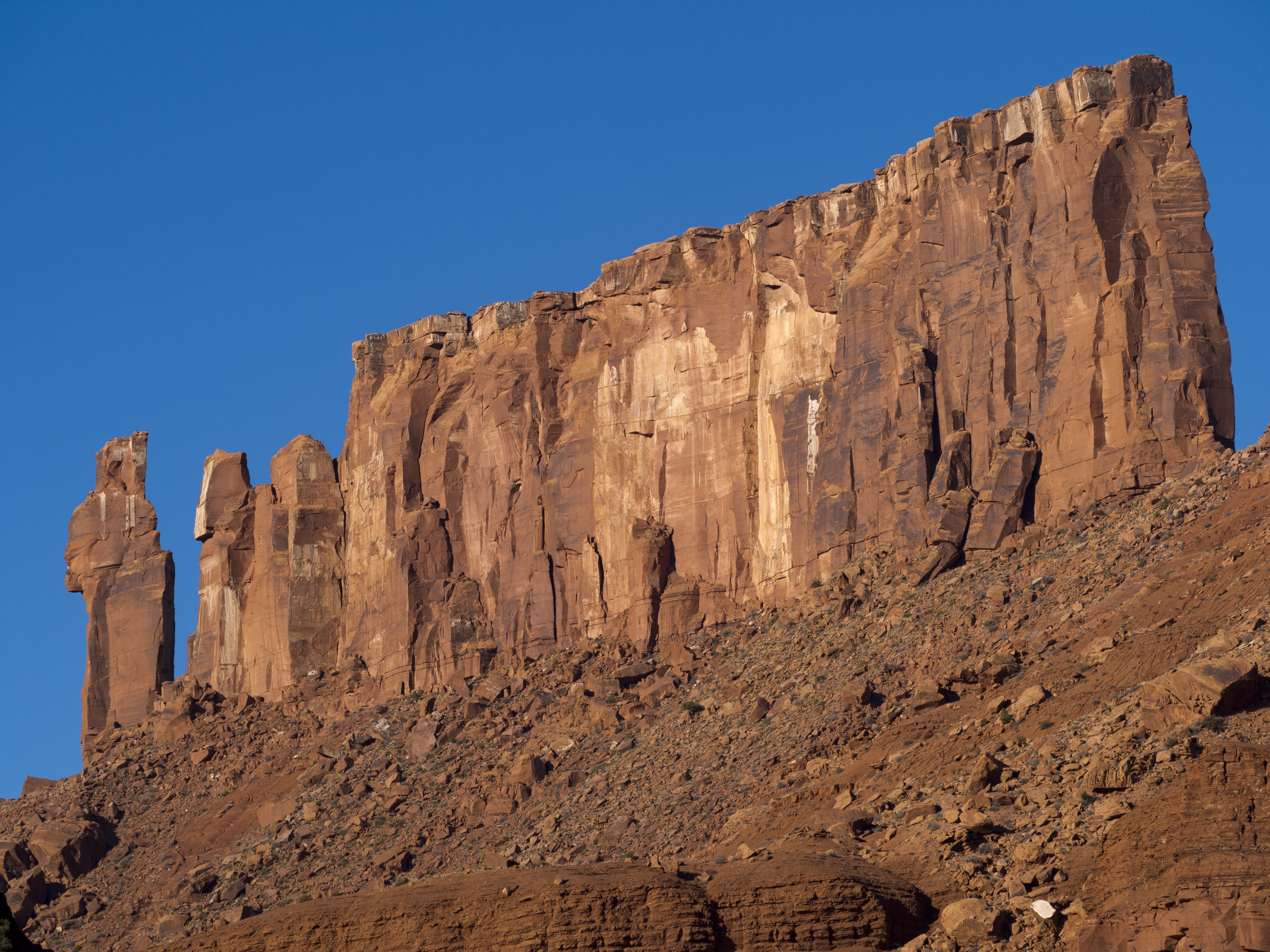
The Rectory, the Priest et the Nuns (à gauche).
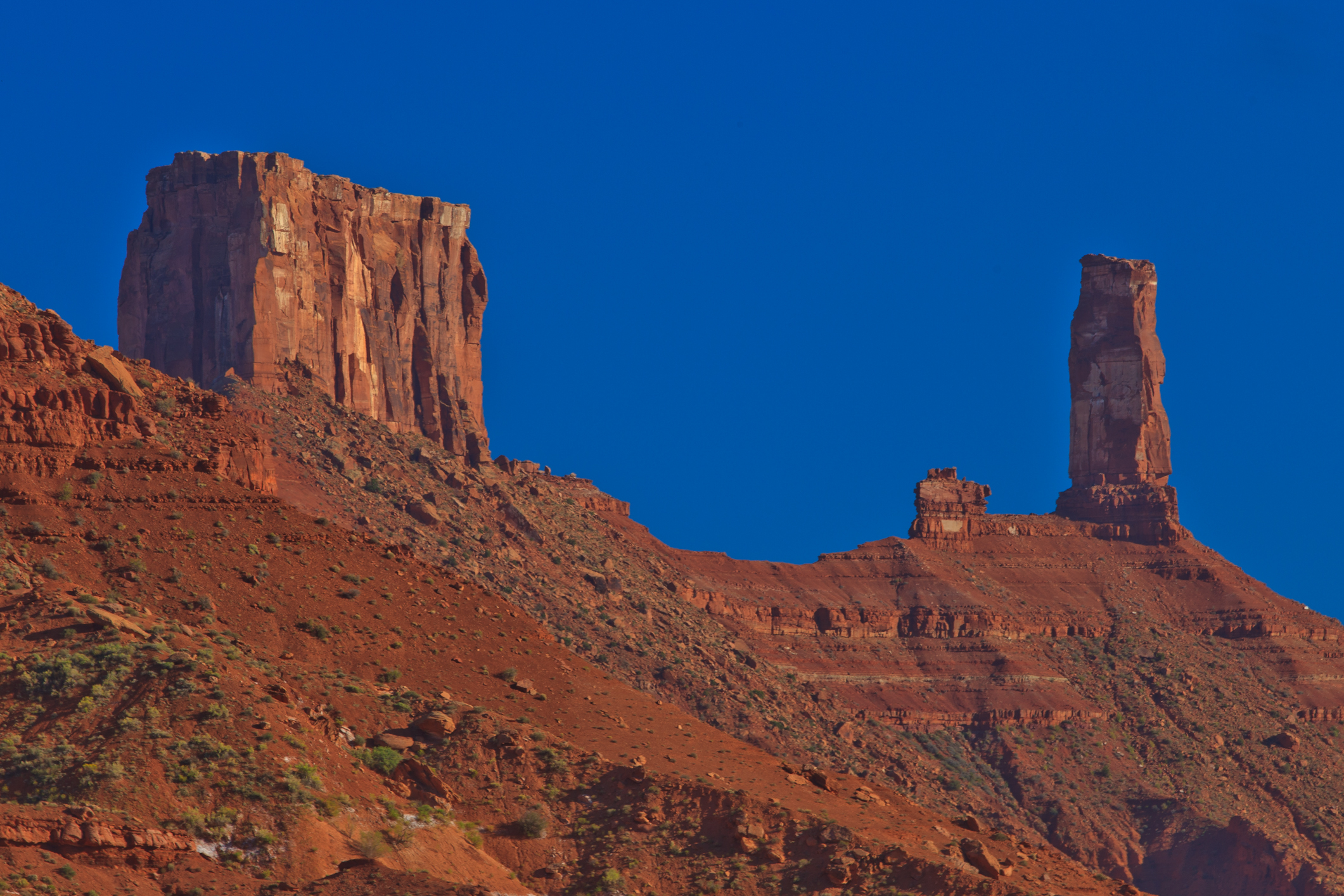
The Rectory (à gauche) et Castleton Tower (à droite).
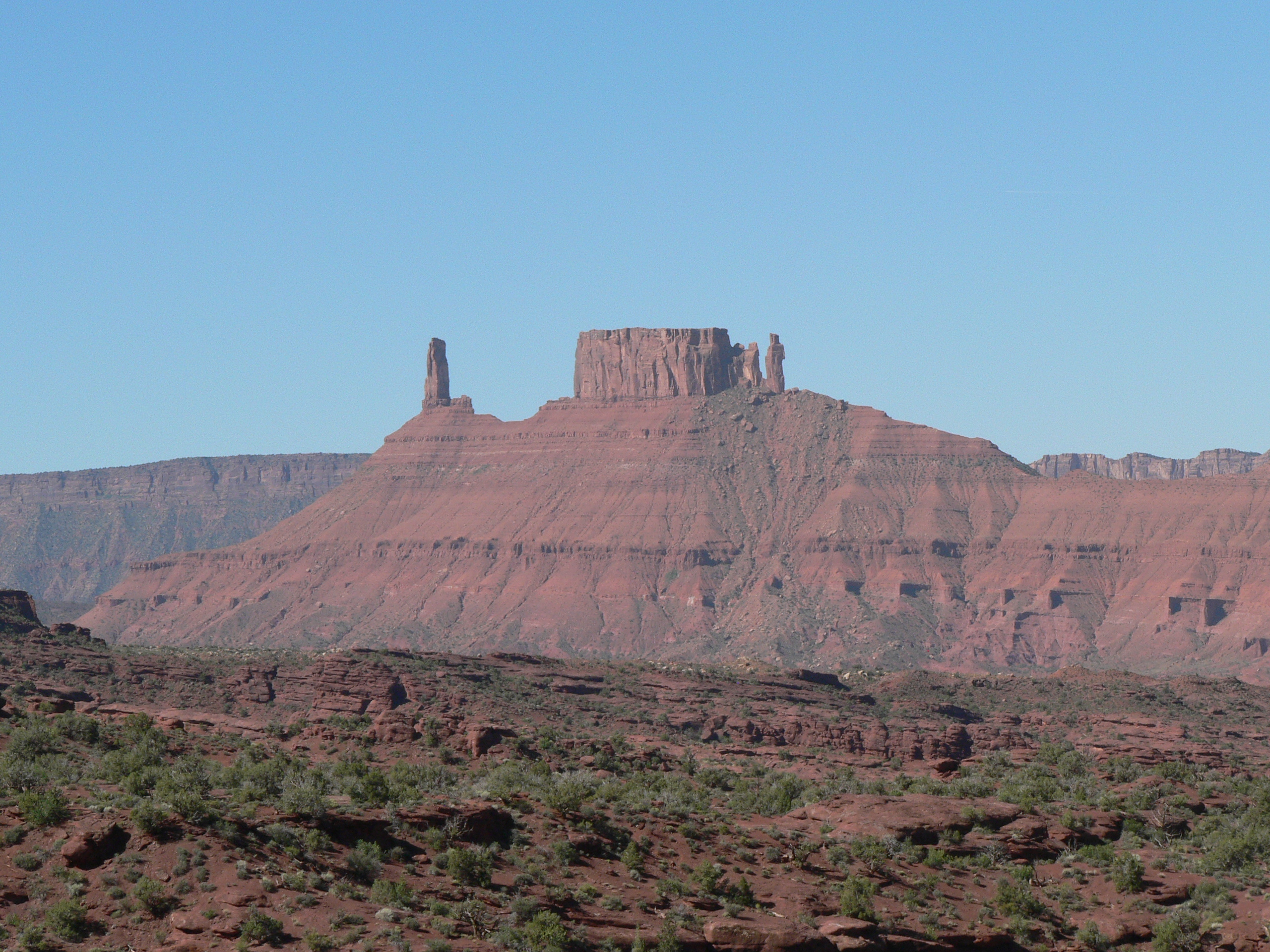
The Rectory vu des Fisher Towers.

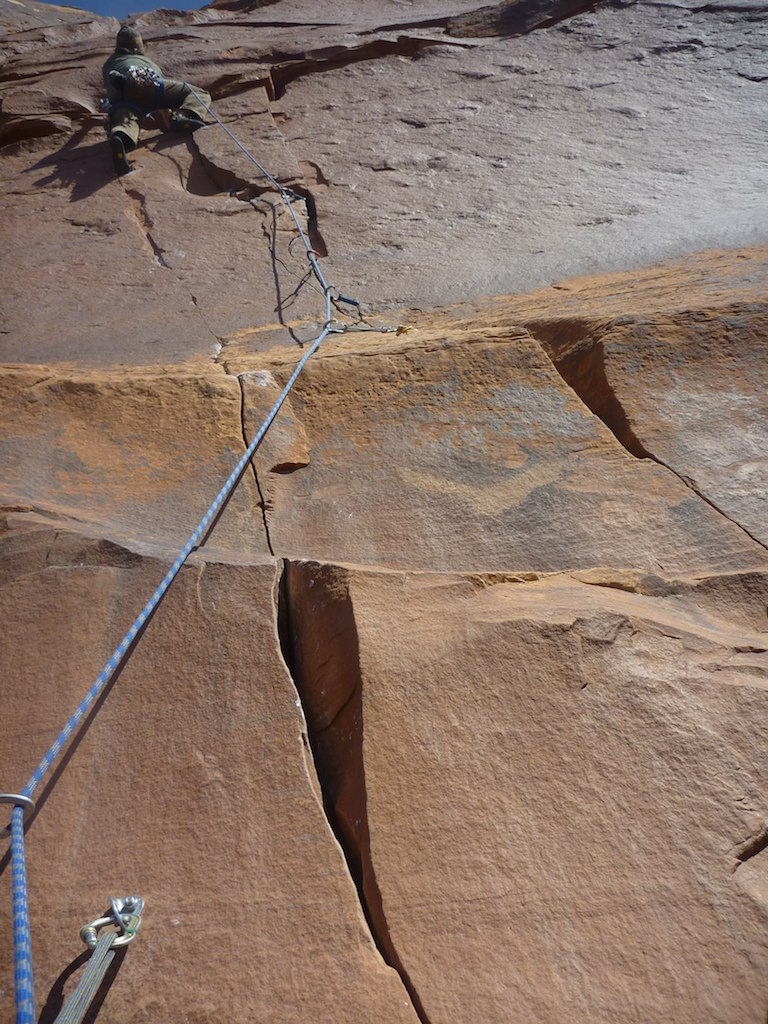
Crux Pitch of Fine Jade.
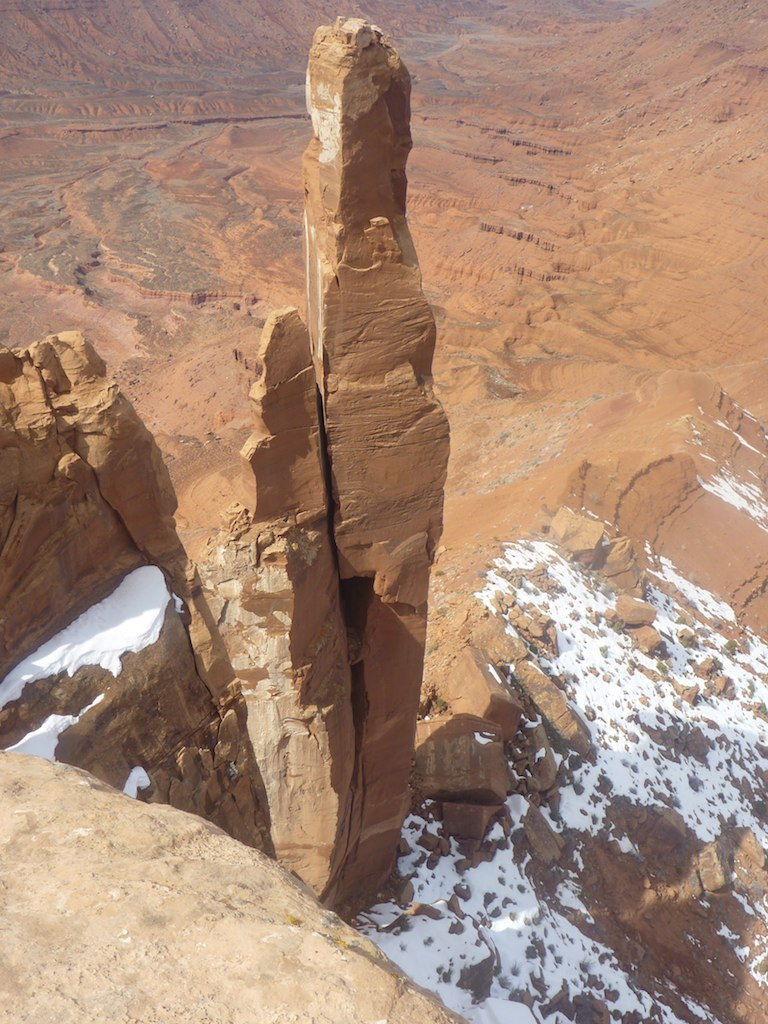
The Priest vu de The Rectory.
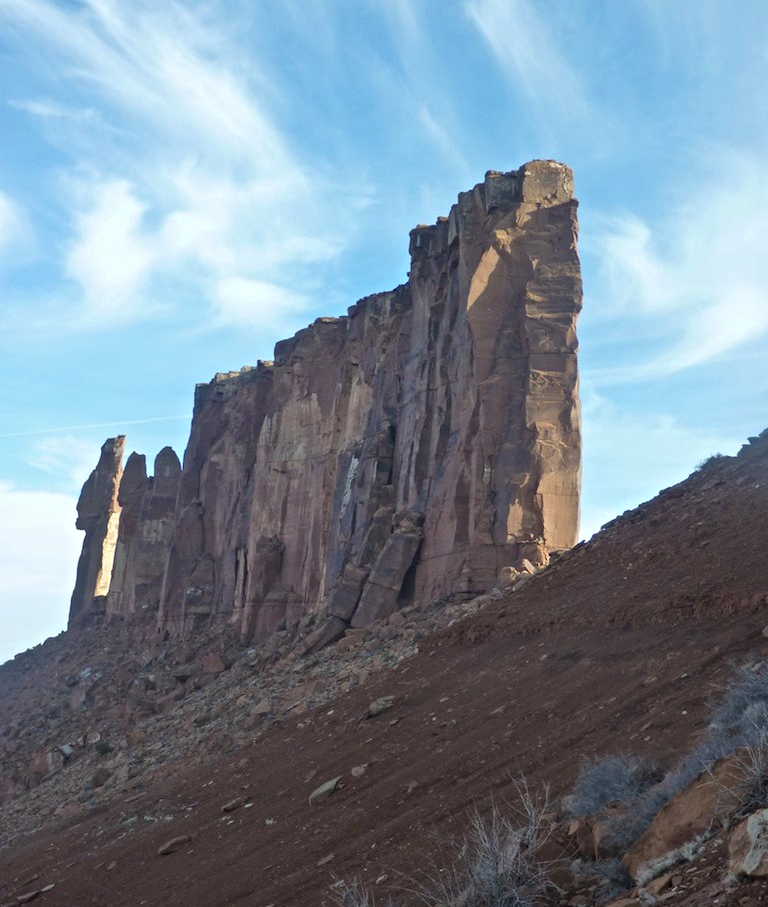
The Rectory, the Priest et the Nuns à gauche.

## Vidéos musicales
Le clip de Jon Bon Jovi Blaze of Glory a été tourné au Rectory. Le groupe australien Heaven a également tourné son clip Knockin' on Heaven's Door au sommet de The Rectory. 

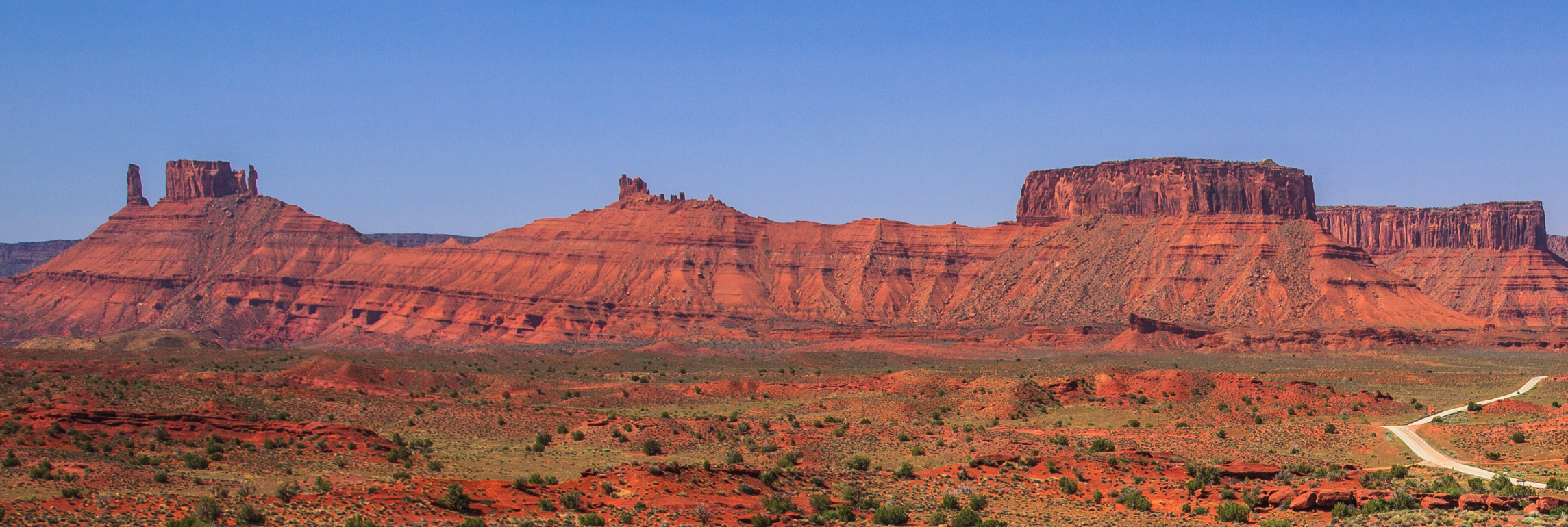
De gauche à droite : Castleton Tower, The Rectory, Sister Superior, Convent Mesa, Parriott Mesa, Highway 128.